# Nototylus
Nototylus (лат.) — род жуков из семейства жужелиц подсемейства Nototylinae Reichardt, 1977. Южная Америка. Известно 2 вида.

## Описание
Длина тела около 1 см. Основная окраска коричневая. Голова куполообразная, субгипогнатная, с частичной ямкой под передним краем глаза. Переднее бедро с субапиковентральной впадиной, содержащей тонкие, удлиненные и апикально лопатовидные волоски. Эта структура, уникальная для Carabidae, предположительно используется для груминга антенны (авторы называют её «груминговой структурой»). Протибиальный антеннальный очиститель отсутствует. Голени уплощены, как у карабид, живущих с муравьями, и покрыты редкими апикально лопатовидными волосками. Deuve (1994) приводит следующие дополнительные характеристики: прококсальные полости закрыты плевральной долей, вписанной в простернальный отросток; заднебрюшная часть гарпалидианного типа (sensu Deuve 1988). Тергит IX дифференцирован в виде тонкой поперечной дуги, латеротергиты IX редуцированы и расположены очень латерально. Обитают в низинных дождевых тропических лесах. Экстремально редки (известно только два экземпляра самок в сумме от двух разных видов). Биология неизвестна.

## Систематика
Род был впервые выделен в 1868 году для вида Nototylus fryi, описанному по единственному экземпляру — самке из штата Эспириту-Санту (Бразилия). Предполагают, что в настоящее время, типовой вид вымер в результате вырубки лесов для плантаций, хотя не исключено, что некоторые особи ещё могут обитать в охраняемых зонах, таких как заповедник Соотерама. Комбинация состояний признаков этого загадочного рода уникальна для семейства Carabidae.
Род Nototylus является единственным представителем подсемейства Nototylinae, которое иногда поднимают в ранге до отдельного от жужелиц семейства Nototylidae.
- Nototylus balli Erwin & Kavanaugh, 2020[2] — Французская Гвиана
- Nototylus fryi (Schaum, 1863) — Бразилия
  - =Tylonotus fryi Schaum, 1863